# رملة بنت أبي عوف
الصحابية رملة بنت أبي عوف السهمية هي: رملة بنت أبي عوف بن صبيرة بن سعيد بن سعد بن سهم، ابنة أخي أبي وادعة بن صبيرة السهمي، أسلمت بمكة قديماً، وتُعّد من السابقين الأولين في الإسلام، هاجرت إلى الحبشة، هي وزوجها: المطلب بن أزهر.

## إسلامها وهجرتها
أسلمت رملة بنت أبي عوف السهمية بمكة قديما، هي وزوجها: المطلب بن أزهر، فكلاهما من السابقين الأولين في الإسلام. وكانت رملة بنت أبي عوف من المهاجرات، حيث هاجرت مع زوجها إلى الحبشة، وولدت له هناك ابنه عبد الله بن المطلب وكان أول من ورث في الإسلام.

## وفاة زوجها
مات زوجها المطلب بن أزهر بأرض الحبشة مهاجراً. بعد ما ولدت منه هناك ابنهما: عبد الله.